# 카마소츠
카마소츠(Camazotz)는 포폴 부의 후고전기 마야 신화의 명계인 시발바의 영주를 섬기는 박쥐이다. 카마소츠는 키체어로 "죽음의 박쥐"를 의미한다. 메소아메리카에서 일반적으로 박쥐는 종종 밤, 죽음, 희생과 관련이 있다.

## 어원
카마소츠는 "죽음"을 의미하는 키체어 단어 카메(kame)와 "박쥐"를 의미하는 소츠(sotz)로 구성된다.

## 신화
포폴 부에서 카마소츠는 마야 쌍둥이 영웅 우나푸와 스발란케가 시발바의 지하 세계에서 시련을 겪는 동안 만난 박쥐와 같은 영혼이다. 쌍둥이는 박쥐의 집에서 밤을 보내야 했고 그곳에서 그들은 주위를 맴도는 박쥐로부터 자신을 방어하기 위해 자신의 바람총에 몸을 집어넣었다. 우나푸는 태양이 떴는지 확인하기 위해 그의 송풍기에서 그의 머리를 내밀었고 카마소츠는 즉시 그의 머리를 빼앗아 다음 구기에서 신들이 사용할 공으로 걸기 위해 구기장으로 가져갔다.

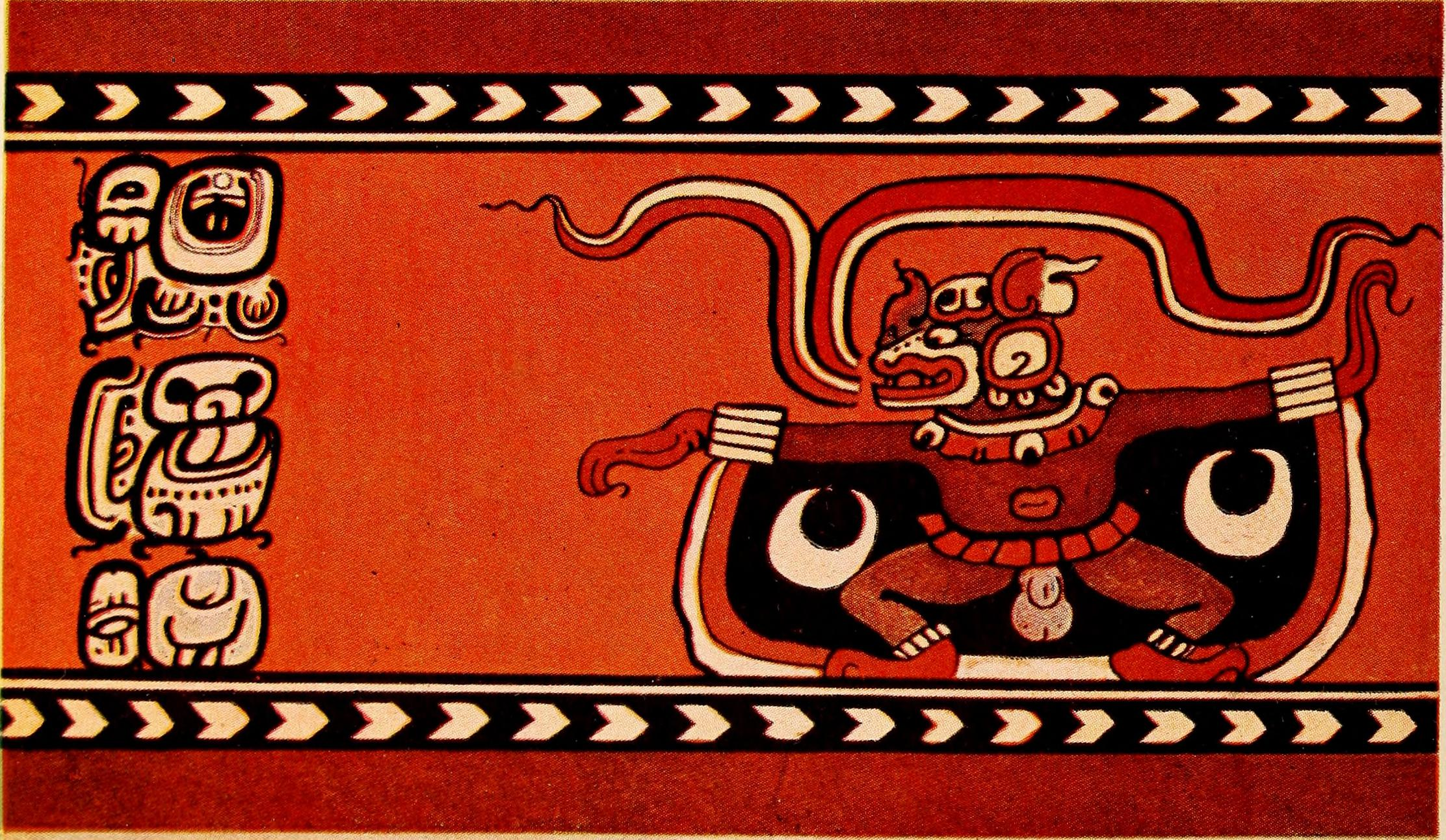
카마 꽃병, 길 정령

## 고전 시대(200-900CE)
고전 마야 도상학에서 건강에 좋지 않은 증기를 내뿜는 (잎코 ) 박쥐는 종종 적에게 질병을 가져오는 사람의 나우알 또는 길 정령으로 묘사된다. 그러나 고전적인 박쥐 정령은 내러티브 맥락의 일부가 아니며, 포폴 부(Popol Vuh)가 부여한 역할을 수행하는 것으로 보이지도 않는다.

## 서지
- Brady, James E., and Jeremy D. Coltman, Bats and the Camazotz: Correcting a Century of Mistaken Identity. Latin-American Antiquity 27(2) 2016: 227-237.
- Christenson, Allen J. “Kʼicheʼ” (PDF). 《English Dictionary and Guide to Pronunciation of the Kʼicheʼ-Maya Alphabet》 (Foundation for the Advancement of Mesoamerican Studies, Inc. (FAMSI)). 2022년 10월 10일에 원본 문서 (PDF)에서 보존된 문서. 2010년 1월 16일에 확인함.
- Miller, Mary; Taube, Karl (2003) [1993]. 《An Illustrated Dictionary of the Gods and Symbols of Ancient Mexico and the Maya》. London: Thames & Hudson. ISBN 0-500-27928-4. OCLC 28801551.
- Read, Kay Almere; González, Jason (2000). 《Handbook of Mesoamerican Mythology》. Oxford: ABC-CLIO. ISBN 1-85109-340-0. OCLC 43879188.
- Thompson, J. Eric S. (June 1966). “Maya Hieroglyphs of the Bat as Metaphorgrams”. 《Man》. New Series (Royal Anthropological Institute of Great Britain and Ireland) 1 (2): 176–184.
- Brock, Zoë (2018년 5월 11일). 《Popol Vuh Part Four》. LitCharts LLC.